# Alfred Lagache
Alfred Lagache   (24 d'octubre de 1889 - 18 d'agost de 1971) fou un jugador professional francès de billar a tres bandes de les dècades de 1930 i 1940.
Va ser dos cops campió del món de billar a tres bandes els anys 1935 i 1937. A més va finalitzar en tercera posició l'any 1938. També guanyà quatre cops el campió d'Europa els anys 1935, 1939, 1947 i 1949.